# 2012年のATPワールドツアー
2012年のATPワールドツアーは、2012年のATPワールドツアーの日程と決勝結果である。

## 日程
2012年ATPカレンダーより作成
| グランドスラム                   |
| オリンピック                     |
| ATPワールドツアー・ファイナル    |
| ATP ワールドツアーマスターズ1000 |
| ATP ワールドツアー500            |
| ATP ワールドツアー250            |
| チームイベント                   |

| 日時            | 大会名 | 優勝者 | 準優勝者                                                                                       | 試合結果 （スコア）           |
| --------------- | --- | --- | ---------------------------------------------------------------------------------------------- | ----------------------------- |
| 1月2日          | ホップマンカップ パース A$1,000,000 - ハード (室内) - 8チーム (RR) | チェコ | フランス                                                                                       | 2–0                           |
| 1月2日          | ブリスベン国際 ブリスベン $434,250 - ハード - 32S/32Q/16D | アンディ・マリー                                                                                                 | アレクサンドル・ドルゴポロフ                                                                   | 6–1, 6–3                      |
| 1月2日          | ブリスベン国際 ブリスベン $434,250 - ハード - 32S/32Q/16D | マックス・ミルヌイ ダニエル・ネスター                                                                            | ユルゲン・メルツァー フィリップ・ペッシュナー                                                  | 6–1, 6–2                      |
| 1月2日          | カタール・エクソンモービル・オープン ドーハ $1,024,000 - ハード - 32S/32Q/16D | ジョー＝ウィルフリード・ツォンガ                                                                                 | ガエル・モンフィス                                                                             | 7–5, 6–3                      |
| 1月2日          | カタール・エクソンモービル・オープン ドーハ $1,024,000 - ハード - 32S/32Q/16D | フリップ・ポラセック ルカシュ・ロソル                                                                            | クリストファー・カス フィリップ・コールシュライバー                                            | 6–3, 6–4                      |
| 1月2日          | チェンナイ・オープン チェンナイ $398,250 - ハード - 28S/32Q/16D | ミロシュ・ラオニッチ                                                                                             | ヤンコ・ティプサレビッチ                                                                       | 6–7(4), 7–6(4), 7–6(4)        |
| 1月2日          | チェンナイ・オープン チェンナイ $398,250 - ハード - 28S/32Q/16D | リーンダー・パエス ヤンコ・ティプサレビッチ                                                                      | ジョナサン・エルリック アンディ・ラム                                                          | 6-4, 6-4                      |
| 1月9日          | ハイネケン・オープン オークランド $398,250 - ハード - 28S/32Q/16D | ダビド・フェレール                                                                                               | オリビエ・ロクス                                                                               | 6–3, 6–4                      |
| 1月9日          | ハイネケン・オープン オークランド $398,250 - ハード - 28S/32Q/16D | オリバー・マラチ アレクサンダー・ペヤ                                                                            | フランティセク・チェルマク フィリップ・ポラセク                                                | 6–3, 6–2                      |
| 1月9日          | アピア国際 シドニー $434,250 - ハード - 28S/32Q/16D | ヤルコ・ニエミネン                                                                                               | ジュリアン・ベネトー                                                                           | 6–2, 7–5                      |
| 1月9日          | アピア国際 シドニー $434,250 - ハード - 28S/32Q/16D | ボブ・ブライアン マイク・ブライアン                                                                              | マシュー・エブデン ヤルコ・ニエミネン                                                          | 6–1, 6–4                      |
| 1月16日 1月23日 | 全豪オープン メルボルン A$11,806,550 - ハード 128S/128Q/64D/32X シングルス – ダブルス – 混合ダブルス | ノバク・ジョコビッチ                                                                                             | ラファエル・ナダル                                                                             | 5–7, 6–4, 6–2, 6–7(5), 7–5    |
| 1月16日 1月23日 | 全豪オープン メルボルン A$11,806,550 - ハード 128S/128Q/64D/32X シングルス – ダブルス – 混合ダブルス | リーンダー・パエス ラデク・ステパネク                                                                            | ボブ・ブライアン マイク・ブライアン                                                            | 7–6(1), 6–2                   |
| 1月16日 1月23日 | 全豪オープン メルボルン A$11,806,550 - ハード 128S/128Q/64D/32X シングルス – ダブルス – 混合ダブルス | ベサニー・マテック＝サンズ ホリア・テカウ                                                                        | エレーナ・ベスニナ リーンダー・パエス                                                          | 6–3, 5–7, [10–3]              |
| 1月30日         | 南フランス・オープン モンペリエ €398,250 - ハード (室内) - 28S/32Q/16D | トマーシュ・ベルディハ                                                                                           | ガエル・モンフィス                                                                             | 6–2, 4–6, 6–3                 |
| 1月30日         | 南フランス・オープン モンペリエ €398,250 - ハード (室内) - 28S/32Q/16D | ニコラ・マユ エドゥアール・ロジェ＝バセラン                                                                      | ポール・ハンリー ジェイミー・マリー                                                            | 6–4, 7–6(7–4)                 |
| 1月30日         | PBZザグレブ・インドア ザグレブ €398,250 - ハード (室内) - 32S/32Q/16D | ミハイル・ユージニー                                                                                             | ルカシュ・ラツコ                                                                               | 6–2, 6–3                      |
| 1月30日         | PBZザグレブ・インドア ザグレブ €398,250 - ハード (室内) - 32S/32Q/16D | マルコス・バグダティス ミハイル・ユージニー                                                                      | イワン・ドディグ マテ・パビッチ                                                                | 6–2, 6–2                      |
| 1月30日         | VTRオープン ビニャ・デル・マール $398,250 - クレー - 32S/32Q/16D | フアン・モナコ                                                                                                   | カルロス・ベルロク                                                                             | 6–3, 6–7(1), 6–1              |
| 1月30日         | VTRオープン ビニャ・デル・マール $398,250 - クレー - 32S/32Q/16D | フレデリコ・ギル ダニエル・ヒメノ＝トラバー                                                                      | パブロ・アンドゥハール カルロス・ベルロク                                                      | 1–6, 7–5, [12–10]             |
| 2月6日          | デビスカップ1回戦 オビエド - クレー (室内) ウィーナー・ノイシュタット - ハード (室内) バンクーバー - ハード (室内) フリブール - クレー (室内) オストラヴァ - ハード (室内) ニシュ - ハード (室内) 三木 - ハード (室内) バンベルク - クレー (室内) | 勝利チーム · スペイン · オーストリア · フランス · アメリカ合衆国 · チェコ · セルビア · クロアチア · アルゼンチン | 敗退チーム · カザフスタン · ロシア · カナダ · スイス · イタリア · スウェーデン · 日本 · ドイツ | 5–0 3–2 4–1 5–0 4–1 3–2 4–1   |
| 2月13日         | ABNアムロ世界テニス・トーナメント ロッテルダム €1,207,500 - ハード (室内) - 32S/32Q/16D | ロジャー・フェデラー                                                                                             | フアン・マルティン・デル・ポトロ                                                               | 6–1, 6–4                      |
| 2月13日         | ABNアムロ世界テニス・トーナメント ロッテルダム €1,207,500 - ハード (室内) - 32S/32Q/16D | ミカエル・ロドラ ネナド・ジモニッチ                                                                              | ロベルト・リンドステット ホリア・テカウ                                                        | 4–6, 7–5, [16–14]             |
| 2月13日         | SAPオープン サンノゼ $531,000 - ハード (室内) - 32S/32Q/16D | ミロシュ・ラオニッチ                                                                                             | デニス・イストミン                                                                             | 7–6(3), 6–2                   |
| 2月13日         | SAPオープン サンノゼ $531,000 - ハード (室内) - 32S/32Q/16D | マーク・ノールズ グザビエ・マリス                                                                                | ケビン・アンダーソン フランク・モーサー                                                        | 6–4, 1–6, [10–5]              |
| 2月13日         | ブラジル・オープン サンパウロ $475,300 - クレー - 32S/32Q/16D | ニコラス・アルマグロ                                                                                             | フィリッポ・ボランドリ                                                                         | 6–3, 4–6, 6–4                 |
| 2月13日         | ブラジル・オープン サンパウロ $475,300 - クレー - 32S/32Q/16D | エリック・ブトラック ブルーノ・ソアレス                                                                          | ミハル・メルティナク アンドレ・サ                                                              | 3–6, 6–4, [10–8]              |
| 2月20日         | リージョンズ・モーガン・キーガン選手権 メンフィス $1,155,000 - ハード (室内) - 32S/32Q/16D | ユルゲン・メルツァー                                                                                             | ミロシュ・ラオニッチ                                                                           | 7–5, 7–6(4)                   |
| 2月20日         | リージョンズ・モーガン・キーガン選手権 メンフィス $1,155,000 - ハード (室内) - 32S/32Q/16D | マックス・ミルヌイ ダニエル・ネスター                                                                            | イワン・ドディグ マルセロ・メロ                                                                | 4–6, 7–5, [10–7]              |
| 2月20日         | オープン13 マルセイユ €512,750 - ハード (室内) - 28S/32Q/16D | フアン・マルティン・デル・ポトロ                                                                                 | ミカエル・ロドラ                                                                               | 6–4, 6–4                      |
| 2月20日         | オープン13 マルセイユ €512,750 - ハード (室内) - 28S/32Q/16D | ニコラ・マユ エドゥアール・ロジェ＝バセラン                                                                      | ダスティン・ブラウン ジョー＝ウィルフリード・ツォンガ                                          | 3–6, 6–3, [10–6]              |
| 2月20日         | コパ・クラロ ブエノスアイレス $484,100 - クレー - 32S/32Q/16D | ダビド・フェレール                                                                                               | ニコラス・アルマグロ                                                                           | 4–6, 6–3, 6–2                 |
| 2月20日         | コパ・クラロ ブエノスアイレス $484,100 - クレー - 32S/32Q/16D | ダビド・マレーロ フェルナンド・ベルダスコ                                                                        | ミハル・メルティナク アンドレ・サ                                                              | 6–4, 6–4                      |
| 2月27日         | ドバイ・デューティ・フリー・テニス選手権 ドバイ $1,700,475 - ハード - 32S/32Q/16D | ロジャー・フェデラー                                                                                             | アンディ・マリー                                                                               | 7–5, 6–4                      |
| 2月27日         | ドバイ・デューティ・フリー・テニス選手権 ドバイ $1,700,475 - ハード - 32S/32Q/16D | マヘシュ・ブパシ ロハン・ボパンナ                                                                                | マリウシュ・フィルステンベルク マルチン・マトコフスキ                                          | 6–4, 3–6, [10–5]              |
| 2月27日         | アビエルト・メキシコ・テルセル アカプルコ $1,155,000 - クレー - 32S/32Q/16D | ダビド・フェレール                                                                                               | フェルナンド・ベルダスコ                                                                       | 6–1, 6–2                      |
| 2月27日         | アビエルト・メキシコ・テルセル アカプルコ $1,155,000 - クレー - 32S/32Q/16D | ダビド・マレーロ フェルナンド・ベルダスコ                                                                        | マルセル・グラノリェルス マルク・ロペス                                                        | 6–3, 6–4                      |
| 2月27日         | デルレイビーチ国際テニス選手権 デルレイビーチ $442,500 - ハード - 32S/32Q/16D | ケビン・アンダーソン                                                                                             | マリンコ・マトセビッチ                                                                         | 6–4, 7–6(2)                   |
| 2月27日         | デルレイビーチ国際テニス選手権 デルレイビーチ $442,500 - ハード - 32S/32Q/16D | コリン・フレミング ロス・ハッチンス                                                                              | ミハル・メルティナク アンドレ・サ                                                              | 2–6, 7–6(5), [15–13]          |
| 3月5日 3月12日  | BNPパリバ・オープン インディアンウェルズ $4,694,969 - ハード - 96S/48Q/32D | ロジャー・フェデラー                                                                                             | ジョン・イスナー                                                                               | 7–6(7), 6–3                   |
| 3月5日 3月12日  | BNPパリバ・オープン インディアンウェルズ $4,694,969 - ハード - 96S/48Q/32D | マルク・ロペス ラファエル・ナダル                                                                                | ジョン・イスナー サム・クエリー                                                                | 6–2, 7–6(3)                   |
| 3月19日 3月26日 | ソニー・エリクソン・オープン マイアミ $3,973,050 - ハード - 96S/48Q/32D | ノバク・ジョコビッチ                                                                                             | アンディ・マリー                                                                               | 6–1, 7–6(4)                   |
| 3月19日 3月26日 | ソニー・エリクソン・オープン マイアミ $3,973,050 - ハード - 96S/48Q/32D | リーンダー・パエス ラデク・ステパネク                                                                            | マックス・ミルヌイ ダニエル・ネスター                                                          | 3–6, 6–1, [10–8]              |
| 4月2日          | デビスカップ準々決勝 オロペサ・デル・マール - クレー ロクブリュヌ＝カップ＝マルタン - クレー プラハ - クレー (室内) ブエノスアイレス - クレー | 勝利チーム · スペイン · アメリカ合衆国 · チェコ · アルゼンチン                                                   | 敗退チーム · オーストリア · フランス · セルビア · クロアチア                                   | 4–1 3–2 4–1                   |
| 4月9日          | ハサン2世グランプリ カサブランカ €398,250 - クレー - 28S/32Q/16D | パブロ・アンドゥハール                                                                                           | アルベルト・ラモス                                                                             | 6–1, 7–6(5)                   |
| 4月9日          | ハサン2世グランプリ カサブランカ €398,250 - クレー - 28S/32Q/16D | ダスティン・ブラウン ポール・ハンリー                                                                            | ダニエレ・ブラッチアリ ファビオ・フォニーニ                                                    | 7–5, 6–3                      |
| 4月9日          | 全米男子クレーコート選手権 ヒューストン $442,500 - クレー - 28S/32Q/16D | フアン・モナコ                                                                                                   | ジョン・イスナー                                                                               | 6–2, 3–6, 6–3                 |
| 4月9日          | 全米男子クレーコート選手権 ヒューストン $442,500 - クレー - 28S/32Q/16D | ジェームズ・ブレーク サム・クエリー                                                                              | トレト・ユーイ ドミニク・イングロット                                                          | 7–6(14), 6–4                  |
| 4月16日         | モンテカルロ・ロレックス・マスターズ モンテカルロ €2,427,975 - クレー - 56S/28Q/24D | ラファエル・ナダル                                                                                               | ノバク・ジョコビッチ                                                                           | 6–3, 6–1                      |
| 4月16日         | モンテカルロ・ロレックス・マスターズ モンテカルロ €2,427,975 - クレー - 56S/28Q/24D | ボブ・ブライアン マイク・ブライアン                                                                              | マックス・ミルヌイ ダニエル・ネスター                                                          | 6–2, 6–3                      |
| 4月23日         | バルセロナ・オープン・バンコ・サバデル バルセロナ €1,627,500 - クレー - 56S/28Q/24D | ラファエル・ナダル                                                                                               | ダビド・フェレール                                                                             | 7–6(1), 7–5                   |
| 4月23日         | バルセロナ・オープン・バンコ・サバデル バルセロナ €1,627,500 - クレー - 56S/28Q/24D | マリウシュ・フィルステンベルク マルチン・マトコフスキ                                                            | マルセル・グラノリェルス マルク・ロペス                                                        | 2–6, 7–6(7), [10–8]           |
| 4月23日         | BRDナスターゼ・ティリアク・トロフィー ブカレスト €398,250 - クレー - 28S/32Q/16D | ジル・シモン | ファビオ・フォニーニ                                                                           | 6–4, 6–3                      |
| 4月23日         | BRDナスターゼ・ティリアク・トロフィー ブカレスト €398,250 - クレー - 28S/32Q/16D | ロベルト・リンドステット ホリア・テカウ                                                                          | ジェレミー・シャルディー ルカシュ・クボット                                                    | 7–6(2) , 6–3                  |
| 4月30日         | BMWオープン ミュンヘン €398,250 - クレー - 28S/32Q/16D | フィリップ・コールシュライバー                                                                                   | マリン・チリッチ                                                                               | 7–6(8), 6–3                   |
| 4月30日         | BMWオープン ミュンヘン €398,250 - クレー - 28S/32Q/16D | フランティセク・チェルマク フィリップ・ポラセク                                                                  | グザビエ・マリス ディック・ノーマン                                                            | 6–4, 7–5                      |
| 4月30日         | セルビア・オープン ベオグラード €366,950 - クレー - 28S/32Q/16D | アンドレアス・セッピ                                                                                             | ブノワ・ペア                                                                                   | 6–3, 6–2                      |
| 4月30日         | セルビア・オープン ベオグラード €366,950 - クレー - 28S/32Q/16D | ジョナサン・エルリック アンディ・ラム                                                                            | マルティン・エメリッヒ アンドレアス・シルジェストロム                                          | 4–6, 6–2, [10–6]              |
| 4月30日         | エストリル・オープン エストリル €398,250 - クレー - 28S/32Q/16D | フアン・マルティン・デル・ポトロ                                                                                 | リシャール・ガスケ                                                                             | 6–4, 6–2                      |
| 4月30日         | エストリル・オープン エストリル €398,250 - クレー - 28S/32Q/16D | アイサム＝ウル＝ハク・クレシ ジャン＝ジュリアン・ロイヤー                                                        | ユリアン・ノール ダビド・マレーロ                                                              | 7–5, 7–5                      |
| 5月7日          | ムチュア・マドリード・オープン マドリード €3,090,150 - クレー - 56S/28Q/24D | ロジャー・フェデラー                                                                                             | トマーシュ・ベルディハ                                                                         | 3–6, 7–5, 7–5                 |
| 5月7日          | ムチュア・マドリード・オープン マドリード €3,090,150 - クレー - 56S/28Q/24D | マリウシュ・フィルステンベルク マルチン・マトコフスキ                                                            | ロベルト・リンドステット ホリア・テカウ                                                        | 6–3, 6–4                      |
| 5月14日         | BNLイタリア国際 ローマ €2,227,500 - クレー - 56S/28Q/24D | ラファエル・ナダル                                                                                               | ノバク・ジョコビッチ                                                                           | 7–5, 6–3                      |
| 5月14日         | BNLイタリア国際 ローマ €2,227,500 - クレー - 56S/28Q/24D | マルセル・グラノリェルス マルク・ロペス                                                                          | ルカシュ・クボット ヤンコ・ティプサレビッチ                                                    | 6–3, 6–2                      |
| 5月21日         | ワールドチームカップ デュッセルドルフ €800,000 - クレー - 8チーム (RR) | セルビア | チェコ                                                                                         | 3–0                           |
| 5月21日         | ニース・オープン ニース €398,250 - クレー - 28S/32Q/16D | ニコラス・アルマグロ                                                                                             | ブライアン・ベイカー                                                                           | 6–3, 6–2                      |
| 5月21日         | ニース・オープン ニース €398,250 - クレー - 28S/32Q/16D | ボブ・ブライアン マイク・ブライアン                                                                              | オリバー・マラチ フリップ・ポラセック                                                          | 7–6(5), 6–3                   |
| 5月28日 6月4日  | 全仏オープン パリ €8,487,000 - クレー 128S/128Q/64D/32X シングルス – ダブルス – 混合ダブルス | ラファエル・ナダル                                                                                               | ノバク・ジョコビッチ                                                                           | 6–4, 6–3, 2–6, 7–5            |
| 5月28日 6月4日  | 全仏オープン パリ €8,487,000 - クレー 128S/128Q/64D/32X シングルス – ダブルス – 混合ダブルス | マックス・ミルヌイ ダニエル・ネスター                                                                            | ボブ・ブライアン マイク・ブライアン                                                            | 6–4, 6–4                      |
| 5月28日 6月4日  | 全仏オープン パリ €8,487,000 - クレー 128S/128Q/64D/32X シングルス – ダブルス – 混合ダブルス | サニア・ミルザ マヘシュ・ブパシ                                                                                  | クラウディア・ヤンス＝イグナシク サンティアゴ・ゴンサレス                                      | 7–6(3), 6–1                   |
| 6月11日         | エイゴン選手権 ロンドン €625,300 - 芝 - 56S/32Q/24D | マリン・チリッチ                                                                                                 | ダビド・ナルバンディアン                                                                       | 6–7(3), 4–3 失格              |
| 6月11日         | エイゴン選手権 ロンドン €625,300 - 芝 - 56S/32Q/24D | マックス・ミルヌイ ダニエル・ネスター                                                                            | ボブ・ブライアン マイク・ブライアン                                                            | 6–3, 6–4                      |
| 6月11日         | ゲリー・ウェバー・オープン ハレ €663,750 - 芝 - 28S/32Q/16D | トミー・ハース                                                                                                   | ロジャー・フェデラー                                                                           | 7–6(5), 6-4                   |
| 6月11日         | ゲリー・ウェバー・オープン ハレ €663,750 - 芝 - 28S/32Q/16D | アイサム＝ウル＝ハク・クレシ ジャン＝ジュリアン・ロイヤー                                                        | トレト・ユーイ スコット・リプスキー                                                            | 6–3, 6–4                      |
| 6月18日         | ユニセフ・オープン スヘルトーヘンボス €398,250 - 芝 - 32S/32Q/16D | ダビド・フェレール                                                                                               | フィリップ・ペッシュナー                                                                       | 6–3, 6–4                      |
| 6月18日         | ユニセフ・オープン スヘルトーヘンボス €398,250 - 芝 - 32S/32Q/16D | ロベルト・リンドステット ホリア・テカウ                                                                          | フアン・セバスチャン・カバル ドミトリー・トゥルスノフ                                          | 6–3, 7–6(1)                   |
| 6月18日         | エイゴン国際 イーストボーン €403,950 - 芝 - 28S/23Q/16D | アンディ・ロディック                                                                                             | アンドレアス・セッピ                                                                           | 6–3, 6–2                      |
| 6月18日         | エイゴン国際 イーストボーン €403,950 - 芝 - 28S/23Q/16D | コリン・フレミング ロス・ハッチンス                                                                              | ジェイミー・デルガド ケン・スクプスキ                                                          | 6–4, 6–3                      |
| 6月25日 7月2日  | ウィンブルドン選手権 ロンドン £6,631,000 - 芝 128S/128Q/64D/16Q/48X シングルス – ダブルス – 混合ダブルス | ロジャー・フェデラー                                                                                             | アンディ・マリー                                                                               | 4–6, 7–5, 6–3, 6–4            |
| 6月25日 7月2日  | ウィンブルドン選手権 ロンドン £6,631,000 - 芝 128S/128Q/64D/16Q/48X シングルス – ダブルス – 混合ダブルス | ジョナサン・マレー フレデリク・ニールセン                                                                        | ロベルト・リンドステット ホリア・テカウ                                                        | 4–6, 6–4, 7–6(5), 6–7(5), 6–3 |
| 6月25日 7月2日  | ウィンブルドン選手権 ロンドン £6,631,000 - 芝 128S/128Q/64D/16Q/48X シングルス – ダブルス – 混合ダブルス | リサ・レイモンド マイク・ブライアン                                                                              | エレーナ・ベスニナ リーンダー・パエス                                                          | 6–3, 5–7, 6–4                 |
| 7月9日          | キャンベルテニス殿堂選手権 ニューポート $398,250 - 芝 - 32S/32Q/16D | ジョン・イスナー                                                                                                 | レイトン・ヒューイット                                                                         | 7–6(1), 6–4                   |
| 7月9日          | キャンベルテニス殿堂選手権 ニューポート $398,250 - 芝 - 32S/32Q/16D | サンティアゴ・ゴンサレス スコット・リプスキー                                                                    | コリン・フレミング ロス・ハッチンス                                                            | 7–6(3), 6–3                   |
| 7月9日          | スウェーデン・オープン ボースタード €358,425 - クレー - 28S/32Q/16D | ダビド・フェレール                                                                                               | ニコラス・アルマグロ                                                                           | 6–2, 6–2                      |
| 7月9日          | スウェーデン・オープン ボースタード €358,425 - クレー - 28S/32Q/16D | ロベルト・リンドステット ホリア・テカウ                                                                          | アレクサンダー・ペヤ ブルーノ・ソアレス                                                        | 6–3, 7–6(5)                   |
| 7月9日          | メルセデス・カップ シュトゥットガルト €358,425 - クレー - 28S/30Q/16D | ヤンコ・ティプサレビッチ                                                                                         | フアン・モナコ                                                                                 | 6–4, 5–7, 6–3                 |
| 7月9日          | メルセデス・カップ シュトゥットガルト €358,425 - クレー - 28S/30Q/16D | ジェレミー・シャルディー ルカシュ・クボット                                                                      | ミハル・メルティナク アンドレ・サ                                                              | 6–1, 6–3                      |
| 7月9日          | クロアチア・オープン ウマグ €358,425 - クレー - 28S/32Q/16D | マリン・チリッチ                                                                                                 | マルセル・グラノリェルス                                                                       | 6–4, 6–2                      |
| 7月9日          | クロアチア・オープン ウマグ €358,425 - クレー - 28S/32Q/16D | ダビド・マレーロ フェルナンド・ベルダスコ                                                                        | マルセル・グラノリェルス マルク・ロペス                                                        | 6–3, 7–6(4)                   |
| 7月16日         | ベット・アット・ホーム・オープン ハンブルク €900,000 - クレー - 32S/16Q/16D | フアン・モナコ                                                                                                   | トミー・ハース                                                                                 | 7–5, 6–4                      |
| 7月16日         | ベット・アット・ホーム・オープン ハンブルク €900,000 - クレー - 32S/16Q/16D | ダビド・マレーロ フェルナンド・ベルダスコ                                                                        | ロジェリオ・ドゥトラ・ダ・シルバ ダニエル・ムニョス・デ・ラ・ナバ                              | 6–4, 6–3                      |
| 7月16日         | BB&Tアトランタ・オープン アトランタ $477,900 - ハード - 28S/32Q/16D | アンディ・ロディック                                                                                             | ジレ・ミュラー                                                                                 | 1–6, 7–6(2), 6–2              |
| 7月16日         | BB&Tアトランタ・オープン アトランタ $477,900 - ハード - 28S/32Q/16D | マシュー・エブデン ライアン・ハリソン                                                                            | グザビエ・マリス マイケル・ラッセル                                                            | 6–3, 3-6, [10–6]              |
| 7月16日         | クレディ・アグリコル・スイス・オープン グシュタード €358,425 - クレー - 32S/32Q/16D | トマス・ベルッシ                                                                                                 | ヤンコ・ティプサレビッチ                                                                       | 6–7(8), 6–4, 6–2              |
| 7月16日         | クレディ・アグリコル・スイス・オープン グシュタード €358,425 - クレー - 32S/32Q/16D | マルセル・グラノリェルス マルク・ロペス                                                                          | ロベルト・ファラ サンティアゴ・ヒラルド                                                        | 6–4, 7–6(9)                   |
| 7月23日         | ファーマーズ・クラシック ロサンゼルス $557,550 - ハード - 28S/32Q/16D | サム・クエリー                                                                                                   | リカルダス・ベランキス                                                                         | 6–0, 6–2                      |
| 7月23日         | ファーマーズ・クラシック ロサンゼルス $557,550 - ハード - 28S/32Q/16D | ルーベン・ベーメルマンス グザビエ・マリス                                                                        | ジェイミー・デルガド ケン・スクプスキ                                                          | 7–6(5), 4–6, [10–7]           |
| 7月23日         | オーストリア・オープン キッツビュール €358,425 - クレー - 28S/26Q/16D | ロビン・ハーセ                                                                                                   | フィリップ・コールシュライバー                                                                 | 6–7(2), 6–3, 6–2              |
| 7月23日         | オーストリア・オープン キッツビュール €358,425 - クレー - 28S/26Q/16D | フランティシェク・チェルマク ユリアン・ノール                                                                    | ダスティン・ブラウン ポール・ハンリー                                                          | 7–6(4), 3–6, [12–10]          |
| 7月30日         | シティ・オープン ワシントンD.C. $1,049,760 - ハード - 32S/16Q/16D | アレクサンドル・ドルゴポロフ                                                                                     | トミー・ハース                                                                                 | 6–7(7), 6–4, 6–1              |
| 7月30日         | シティ・オープン ワシントンD.C. $1,049,760 - ハード - 32S/16Q/16D | トレト・ユーイ ドミニク・イングロット                                                                            | ケビン・アンダーソン サム・クエリー                                                            | 7–6(5), 6–7(7), [10–5]        |
| 7月30日         | ロンドンオリンピック ロンドン $0 - 芝 64S/32D/16X シングルス – ダブルス – 混合ダブルス | アンディ・マリー                                                                                                 | ロジャー・フェデラー                                                                           | 6–2, 6–1, 6–4                 |
| 7月30日         | ロンドンオリンピック ロンドン $0 - 芝 64S/32D/16X シングルス – ダブルス – 混合ダブルス | ボブ・ブライアン マイク・ブライアン                                                                              | ミカエル・ロドラ ジョー＝ウィルフリード・ツォンガ                                              | 6–4, 7–6(2)                   |
| 7月30日         | ロンドンオリンピック ロンドン $0 - 芝 64S/32D/16X シングルス – ダブルス – 混合ダブルス | ビクトリア・アザレンカ マックス・ミルヌイ                                                                        | ローラ・ロブソン アンディ・マリー                                                              | 2–6, 6–3, [10–8]              |
| 8月6日          | ロジャーズ・カップ トロント $2,648,700 - ハード - 56S/28Q/24D | ノバク・ジョコビッチ                                                                                             | リシャール・ガスケ                                                                             | 6–3, 6–2                      |
| 8月6日          | ロジャーズ・カップ トロント $2,648,700 - ハード - 56S/28Q/24D | ボブ・ブライアン マイク・ブライアン                                                                              | マルセル・グラノリェルス マルク・ロペス                                                        | 6–1, 4–6, [12–10]             |
| 8月13日         | WSファイナンシャル・グループ・マスターズ シンシナティ $2,825,280 - ハード - 56S/28Q/24D | ロジャー・フェデラー                                                                                             | ノバク・ジョコビッチ                                                                           | 6–0, 7–6(7)                   |
| 8月13日         | WSファイナンシャル・グループ・マスターズ シンシナティ $2,825,280 - ハード - 56S/28Q/24D | ロベルト・リンドステット ホリア・テカウ                                                                          | マヘシュ・ブパシ ロハン・ボパンナ                                                              | 6–4, 6–4                      |
| 8月20日         | ウィンストン・セーラム・オープン ウィンストン・セーラム $553,125 - ハード - 48S/32Q/16D | ジョン・イスナー                                                                                                 | トマーシュ・ベルディハ                                                                         | 3–6, 6–4, 7–6(9)              |
| 8月20日         | ウィンストン・セーラム・オープン ウィンストン・セーラム $553,125 - ハード - 48S/32Q/16D | サンティアゴ・ゴンサレス スコット・リプスキー                                                                    | パブロ・アンドゥハール レオナルド・マイエル                                                    | 6–3, 4–6, [10–2]              |
| 8月27日 9月3日  | 全米オープン ニューヨーク $11,777,000 - ハード 128S/128Q/64D/32X シングルス – ダブルス – 混合ダブルス | アンディ・マリー                                                                                                 | ノバク・ジョコビッチ                                                                           | 7–6(10), 7–5, 2–6, 3–6, 6–2   |
| 8月27日 9月3日  | 全米オープン ニューヨーク $11,777,000 - ハード 128S/128Q/64D/32X シングルス – ダブルス – 混合ダブルス | ボブ・ブライアン マイク・ブライアン                                                                              | リーンダー・パエス ラデク・ステパネク                                                          | 6–3, 6–4                      |
| 8月27日 9月3日  | 全米オープン ニューヨーク $11,777,000 - ハード 128S/128Q/64D/32X シングルス – ダブルス – 混合ダブルス | エカテリーナ・マカロワ ブルーノ・ソアレス                                                                        | クベタ・ペシュケ マルチン・マトコフスキ                                                        | 6–7(8), 6–1, [12–10]          |
| 9月10日         | デビスカップ準決勝 ヒホン - クレー ブエノスアイレス - クレー | 勝利チーム · スペイン · チェコ                                                                                   | 敗退チーム · アメリカ合衆国 · アルゼンチン                                                     | 3–1 3–2                       |
| 9月17日         | モゼール・オープン メス €398,250 - ハード (室内) - 28S/32Q/16D | ジョー＝ウィルフリード・ツォンガ                                                                                 | アンドレアス・セッピ                                                                           | 6-1, 6-2                      |
| 9月17日         | モゼール・オープン メス €398,250 - ハード (室内) - 28S/32Q/16D | ニコラ・マユ エドゥアール・ロジェ＝バセラン                                                                      | ヨハン・ブランシュトロム フレデリク・ニールセン                                                | 7-6(3), 6-4                   |
| 9月17日         | サンクトペテルブルク・オープン サンクトペテルブルク $410,850 - ハード (室内) - 32S/32Q/16D | マルティン・クリザン                                                                                             | ファビオ・フォニーニ                                                                           | 6-2, 6-3                      |
| 9月17日         | サンクトペテルブルク・オープン サンクトペテルブルク $410,850 - ハード (室内) - 32S/32Q/16D | ラジーブ・ラム ネナド・ジモニッチ                                                                                | ルカシュ・ラツコ イゴール・ゼレネイ                                                            | 6-2, 4-6, [10-6]              |
| 9月24日         | タイ・オープン バンコク $551,000 - ハード (室内) - 28S/32Q/16D | リシャール・ガスケ                                                                                               | ジル・シモン                                                                                   | 6-2, 6-1                      |
| 9月24日         | タイ・オープン バンコク $551,000 - ハード (室内) - 28S/32Q/16D | 盧彦勳 ダナイ・ウドムチョク                                                                                      | エリック・ブトラック ポール・ハンリー                                                          | 6-3, 6-4                      |
| 9月24日         | マレーシア・オープン・クアラルンプール クアラルンプール $850,000 - ハード (室内) - 28S/16S/16D | フアン・モナコ                                                                                                   | ジュリアン・ベネトー                                                                           | 7–5, 4–6, 6–3                 |
| 9月24日         | マレーシア・オープン・クアラルンプール クアラルンプール $850,000 - ハード (室内) - 28S/16S/16D | アレクサンダー・ペヤ ブルーノ・ソアレス                                                                          | コリン・フレミング ロス・ハッチンス                                                            | 5-7, 7-5, [10-7]              |
| 10月1日         | チャイナ・オープン 北京 $2,205,000 - ハード - 32S/16Q/16D | ノバク・ジョコビッチ                                                                                             | ジョー＝ウィルフリード・ツォンガ                                                               | 7–6(4), 6–2                   |
| 10月1日         | チャイナ・オープン 北京 $2,205,000 - ハード - 32S/16Q/16D | ボブ・ブライアン マイク・ブライアン                                                                              | カルロス・ベルロク デニス・イストミン                                                          | 6-3, 6-2                      |
| 10月1日         | 楽天ジャパン・オープン 東京 $1,280,565 - ハード - 32S/16Q/16D | 錦織圭 | ミロシュ・ラオニッチ                                                                           | 7-6(5), 3-6, 6-0              |
| 10月1日         | 楽天ジャパン・オープン 東京 $1,280,565 - ハード - 32S/16Q/16D | アレクサンダー・ペヤ ブルーノ・ソアレス                                                                          | リーンダー・パエス ラデク・ステパネク                                                          | 6–3, 7–6(5)                   |
| 10月8日         | 上海マスターズ 上海 $3,531,600 - ハード - 56S/28Q/24D | ノバク・ジョコビッチ                                                                                             | アンディ・マリー                                                                               | 5–7, 7–6(11), 6–3             |
| 10月8日         | 上海マスターズ 上海 $3,531,600 - ハード - 56S/28Q/24D | リーンダー・パエス ラデク・ステパネク                                                                            | マヘシュ・ブパシ ロハン・ボパンナ                                                              | 6-7(7), 6-3, [10-5]           |
| 10月15日        | ストックホルム・オープン ストックホルム €486,750 - ハード (室内) - 28S/32Q/16D | トマーシュ・ベルディハ                                                                                           | ジョー＝ウィルフリード・ツォンガ                                                               | 4-6, 6-4, 6-4                 |
| 10月15日        | ストックホルム・オープン ストックホルム €486,750 - ハード (室内) - 28S/32Q/16D | マルセロ・メロ ブルーノ・ソアレス                                                                                | ロベルト・リンドステット ネナド・ジモニッチ                                                    | 6–7(4), 6–4, [10–6]           |
| 10月15日        | クレムリン・カップ モスクワ $673,150 - ハード (室内) - 28S/32Q/16D | アンドレアス・セッピ                                                                                             | トマス・ベルッシ                                                                               | 3–6, 7–6(3), 6–3              |
| 10月15日        | クレムリン・カップ モスクワ $673,150 - ハード (室内) - 28S/32Q/16D | フランティシェク・チェルマク ミハル・メルティナク                                                                | シモーネ・ボレッリ ダニエレ・ブラッチアリ                                                      | 7-5, 6-3                      |
| 10月15日        | エルステ・バンク・オープン ウィーン €486,750 - ハード (室内) - 28S/32Q/16D | フアン・マルティン・デル・ポトロ                                                                                 | グレガ・ゼムリャ                                                                               | 7–5, 6–3                      |
| 10月15日        | エルステ・バンク・オープン ウィーン €486,750 - ハード (室内) - 28S/32Q/16D | アンドレ・ベゲマン マルティン・エメリッヒ                                                                        | ユリアン・ノール フリップ・ポラセック                                                          | 6-4, 3-6, [10-4]              |
| 10月22日        | バレンシア・オープン500 バレンシア €1,424,850 - ハード (室内) - 32S/16Q/16D | ダビド・フェレール                                                                                               | アレクサンドル・ドルゴポロフ                                                                   | 6-1, 3-6, 6-4                 |
| 10月22日        | バレンシア・オープン500 バレンシア €1,424,850 - ハード (室内) - 32S/16Q/16D | アレクサンダー・ペヤ ブルーノ・ソアレス                                                                          | ダビド・マレーロ フェルナンド・ベルダスコ                                                      | 6-3, 6-2                      |
| 10月22日        | スイス・インドア バーゼル €1,404,300 - ハード (室内) - 32S/16Q/16D | フアン・マルティン・デル・ポトロ                                                                                 | ロジャー・フェデラー                                                                           | 6–4, 6–7(5), 7–6(3)           |
| 10月22日        | スイス・インドア バーゼル €1,404,300 - ハード (室内) - 32S/16Q/16D | ダニエル・ネスター ネナド・ジモニッチ                                                                            | トレト・ユーイ ドミニク・イングロット                                                          | 7-5, 6–7(4), [10-5]           |
| 10月29日        | BNPパリバ・マスターズ パリ €2,427,975 – ハード (室内) – 48S/24Q/24D | ダビド・フェレール                                                                                               | イェジ・ヤノヴィッツ                                                                           | 6-4, 6–3                      |
| 10月29日        | BNPパリバ・マスターズ パリ €2,427,975 – ハード (室内) – 48S/24Q/24D | マヘシュ・ブパシ ロハン・ボパンナ                                                                                | アイサム＝ウル＝ハク・クレシ ジャン＝ジュリアン・ロイヤー                                      | 7-6(6), 6–3                   |
| 11月5日         | ATPワールドツアー・ファイナル ロンドン £5,500,000 – ハード (室内) – 8S/8D (RR) | ノバク・ジョコビッチ                                                                                             | ロジャー・フェデラー                                                                           | 7-6(6), 7–5                   |
| 11月5日         | ATPワールドツアー・ファイナル ロンドン £5,500,000 – ハード (室内) – 8S/8D (RR) | マルセル・グラノリェルス マルク・ロペス                                                                          | マヘシュ・ブパシ ロハン・ボパンナ                                                              | 7-5, 3–6, [10-3]              |
| 11月12日        | デビスカップ決勝 オストラヴァ - ハード (室内) | チェコ | スペイン                                                                                       | 3–2                           |

## 2012年最終ランキング
| 順位 | 選手                             | ポイント | 出場数 |
| ---- | -------------------------------- | -------- | ------ |
| 1    | ノバク・ジョコビッチ             | 12920    | 18     |
| 2    | ロジャー・フェデラー             | 10265    | 21     |
| 3    | アンディ・マリー                 | 8000     | 20     |
| 4    | ラファエル・ナダル               | 6795     | 19     |
| 5    | ダビド・フェレール               | 6505     | 25     |
| 6    | トマーシュ・ベルディハ           | 4680     | 24     |
| 7    | フアン・マルティン・デル・ポトロ | 4480     | 23     |
| 8    | ジョー＝ウィルフリード・ツォンガ | 3490     | 26     |
| 9    | ヤンコ・ティプサレビッチ         | 2990     | 28     |
| 10   | リシャール・ガスケ               | 2515     | 23     |

| 順位 | 選手                     | ポイント | 出場数 |
| ---- | ------------------------ | -------- | ------ |
| 1    | マイク・ブライアン       | 9620     | 22     |
| 2    | ボブ・ブライアン         | 9550     | 22     |
| 3    | リーンダー・パエス       | 7655     | 20     |
| 4    | ラデク・ステパネク       | 7305     | 17     |
| 5    | ダニエル・ネスター       | 7150     | 24     |
| 6    | マルク・ロペス           | 6840     | 22     |
| 7    | マックス・ミルヌイ       | 6830     | 22     |
| 8    | ロベルト・リンドステット | 6000     | 27     |
| 9    | ホリア・テカウ           | 5940     | 26     |
| 10   | マルセル・グラノリェルス | 5790     | 23     |

## 主な引退選手
- ホセ・アカスソ
- フアン・イグナシオ・チェラ
- アルノー・クレマン
- フアン・カルロス・フェレーロ
- フェルナンド・ゴンサレス
- マーク・ノールズ
- イワン・リュビチッチ
- ピーター・ルクザック
- ライナー・シュットラー
- トラビス・パロット
- セシル・マミート
- アメア・ディリック